# Crocodil filipinez
Crocodilul filipinez (Crocodylus mindorensis), cunoscut drept bukarot în Ilocano și buwaya în majoritatea culturilor din ținuturile joase din Filipine, este una dintre cele două specii de crocodili găsite în Filipine, cealaltă specie fiind crocodilul marin (Crocodylus porosus). Crocodilul filipinez, specie endemică numai acestei țări, se află în pericol critic de dispariție din 2008 din cauza exploatării și metodelor de pescuit nesustenabile, precum pescuitul cu dinamită. Diverse metode de conservare sunt desfășurate de fundația olandezo-filipineză Mabuwaya, Crocodile Conservation Society și Zoological Institute of HerpaWorld din insula Mindoro. Este strict interzisă uciderea crocodilor în țară, faptă pedepsită prin lege.

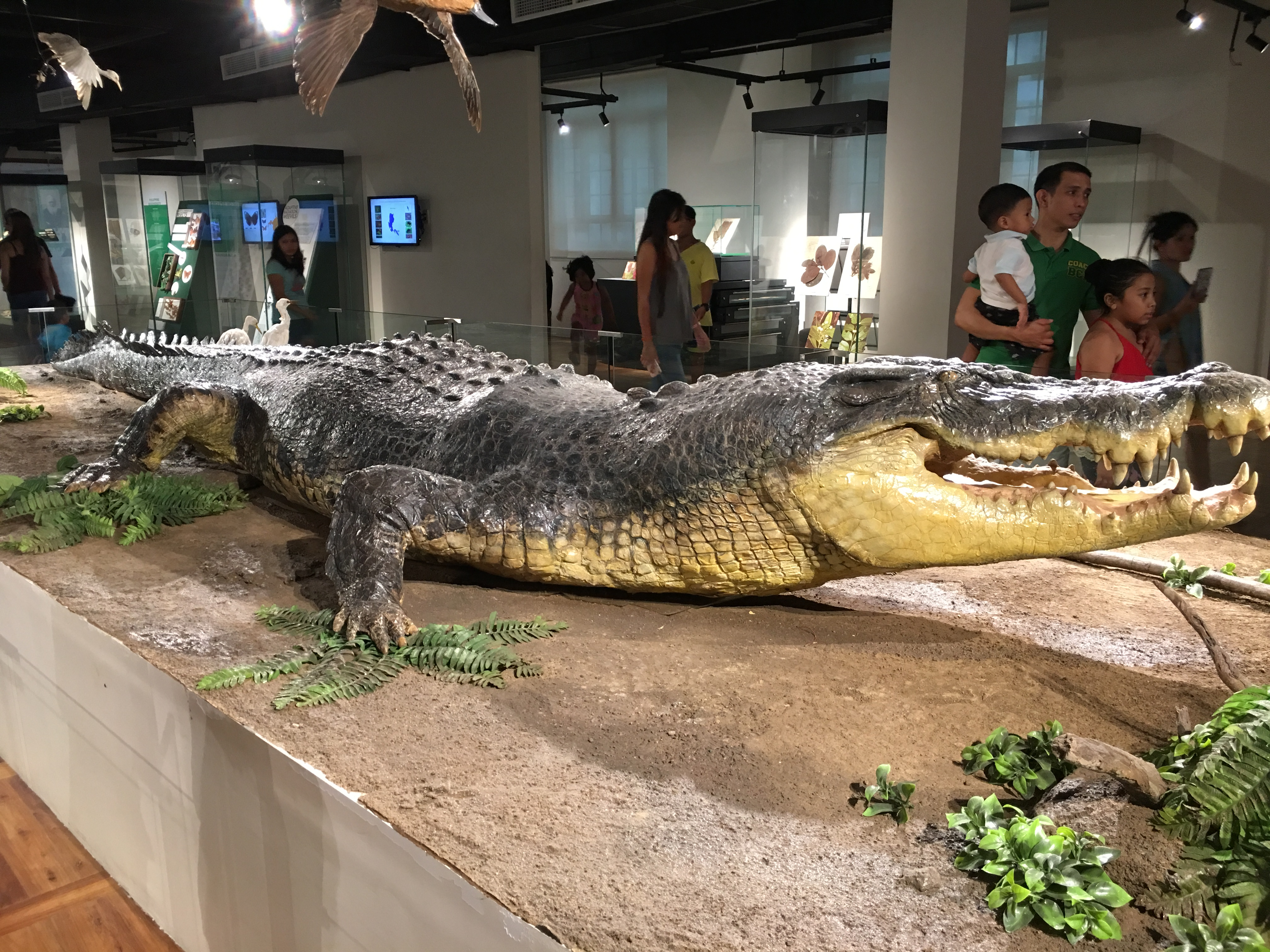
Lolong, cel mai mare crocodil din captivitate, la Muzeul Național din Filipine

## Taxonomie și etimologie
Până în 1989, crocodilul filipinez a fost considerat subspecie a crocodilului din Noua Guinee (Crocodylus novaeguineae).

## Caracteristici
Crocodilul filipinez este o specie endemică Filipinelor. Este un crocodil relativ mic, de apă dulce. Are un bot relativ larg și plăci osoase groase pe spate (armură dorsală grea). Specia este mică, ajungând la maturitatea sexuală la 1,5 metri și 15 kilograme pentru ambele sexe și o dimensiune maximă în jur de 3 metri. Femelele sunt puțin mai mici decât masculii. Crocodilii filipinezi au culoarea maro-aurie, care devine din ce în ce mai închisă pe măsură ce se maturizează.

## Distribuție și habitat
Crocodilul filipinez a fost eliminat complet în Samar, Jolo, Negros, Masbate și Busuanga. Populații care încă supraviețuiesc există în Parcul Natural Northern Sierra Madre, în cadrul pădurii tropicale Luzon, San Mariano, Isabela, insula Dalupiri din Insulele Babuyan, Abra (provincie) în Luzon și Mlaștina Ligawasan, Lacul Sebu din Cotabato de Sud, râul Pulangi din Bukidnon și posibil în Sanctuarul Agusan Marsh din Mindanao. Istoric, specia putea fi găsită în unele părți din Visayas, până când numărul de indivizi a scăzut drastic, în principal din cauza pierderii habitatului.
Acești crocodili se hrănesc cu pești bolnavi într-o proporție semnificativ mai mare decât cu pești sănătoși, îmbunătățind astfel sănătatea populației de pește în ansamblu. De asemenea, crocodilii echilibrează populația de pești prin prădarea peștilor celor mai des întâlniți. Astfel, orice specie care devine brusc dominantă este readusă la proporția corectă. Fecalele de crocodil sunt nutritive pentru pești și conțin substanțe chimice importante.

## Stare de conservare

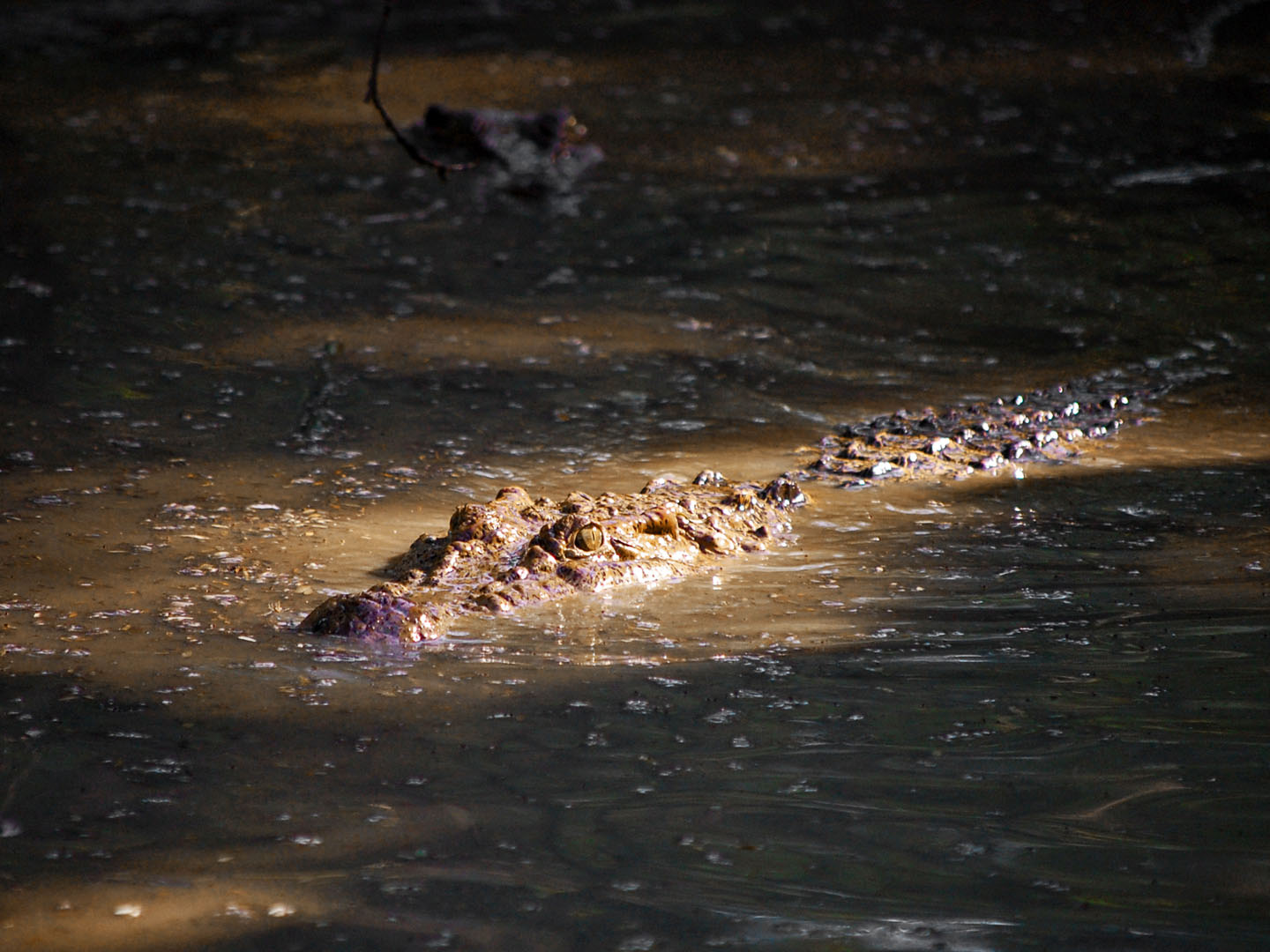
Un crocodil filipinez înoată camuflat

Crocodylus mindorensis este considerată a fi cea mai grav amenințată specie de crocodil din lume, declarată drept periclitată în mod critic de către UICN. O estimare a populației la 100 de indivizi adulți subliniază starea critică a speciei. Deși cândva această specie era găsită pe întregul teritoriu al Filipinelor, ea se află acum în pericol critic. În plus, se cunoaște foarte puțin despre istoria naturală sau ecologia speciei sau despre relația cu ruda sa, Crocodylus porosus, cu al cărei areal se suprapune. Mai multe studii și sondaje sunt necesare pentru a determina arealul actual. Reducerea inițială a populației a avut loc din cauza exploatării comerciale, iar amenințarea actuală este în principal reducerea habitatului adecvat în beneficiul terenurilor agricole, pentru a satisface populația umană în creștere rapidă. Sprijinul guvernamental pentru orice fel de măsuri de conservare este limitat, iar crocodilii sunt adesea uciși de populația locală. Această situație poate fi schimbată prin programe de conștientizare. Creșterea în captivitate și eliberarea pe termen lung (prin PWRCC, Universitatea Silliman și centrele internaționale de reproducere) este considerată a fi cea mai bună metodă în prezent, deși un program de management este imperativ pentru restul populației sălbatice (majoritatea populației trăiește într-o singură arie protejată). În 1992, s-a estimat că mai puțin de 1.000 de animale mai rămâneau în sălbăticie. În 1995, această estimare a fost revizuită în scădere până la sub 100 de adulți (puii sunt rareori numărați, deoarece rata lor de supraviețuire este foarte scăzută). Una dintre cauzele care duc la scăderea populației de crocodili filipinezi este faptul că animalul este înțeles greșit. În societatea filipineză, crocodilii sunt considerați animale periculoase care mănâncă oameni și deseori sunt comparați cu oficiali guvernamentali corupți. În schimb, sunt respectați de comunitatea indigenă, după cum a demonstrat un studiu realizat în rândul rezidenților permanenți de la Lacul Panlabuhan, afluent al celebrei mlaștini Agusan, unde acceptarea crocodililor în rândul acestor oamenilor este foarte mare, iar riscul perceput este foarte scăzut. Cu toate acestea, crocodilul are o problemă de imagine cu persoanele din afara acestor comunități. Pentru mulți, aceștia sunt priviți ca mâncători de oameni. În realitate, crocodilul este mic și nu atacă oamenii decât dacă este provocat.
Uciderea crocodililor pare a fi cauza principală a scăderii numărului de indivizi din această specie. În nord-estul Luzon a fost adoptată o abordare de conservare bazată pe comunitate, dezvoltată în cadrul proiectului de reabilitare, observare și conservare a crocodililor (CROC), cu scopul de a atinge un nivel de coabitare durabilă între crocodili și localnici.

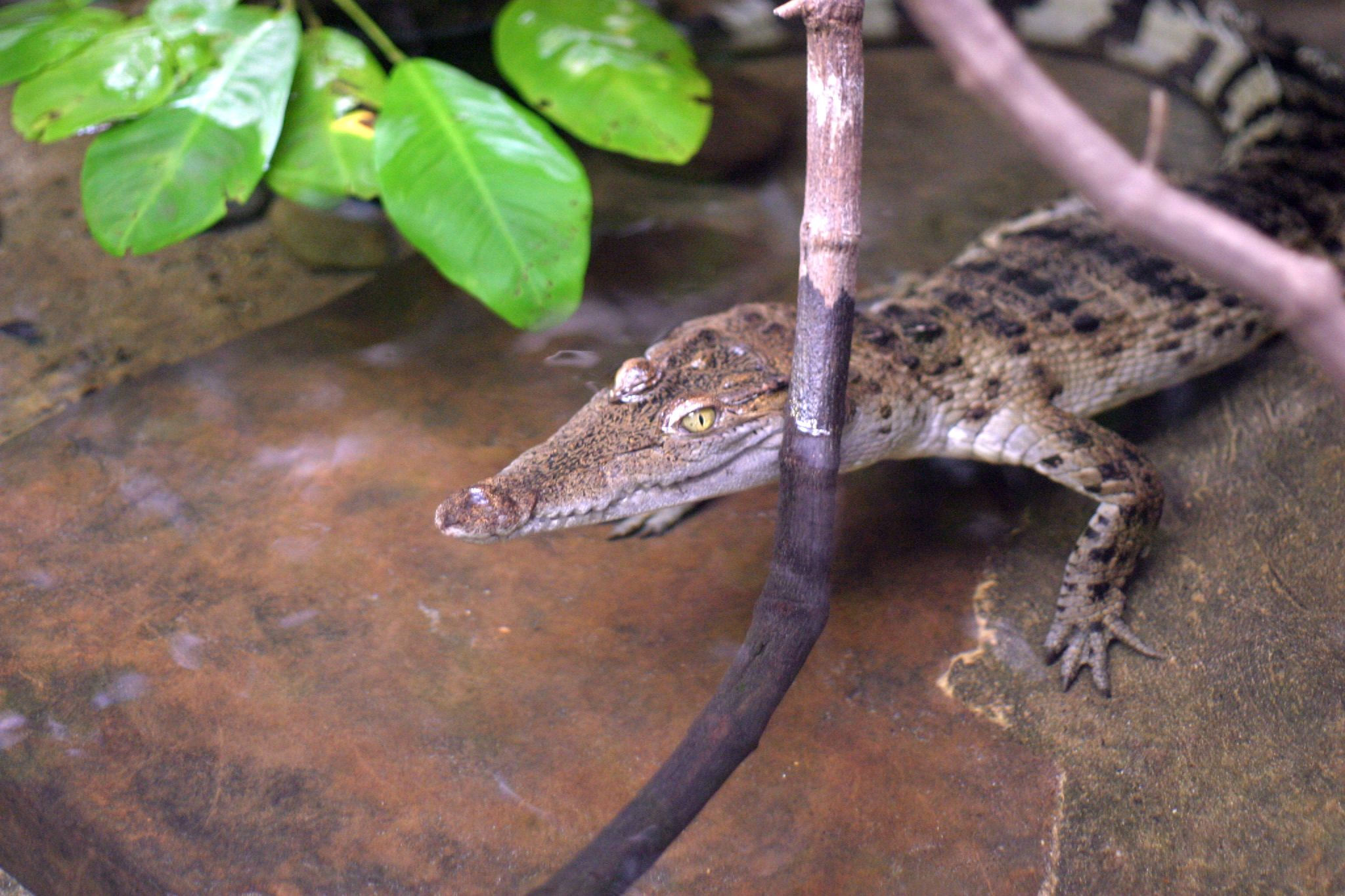
Un crocodil tânăr

În 2007, un grup de specialiști a fost fondat de mai multe persoane din Filipine implicate în conservarea crocodilienilor. Societatea de Conservare a Crocodililor din Filipine și Institutul Zoologic HerpaWorld lucrează la programe de reproducere și eliberare. Specia C. mindorensis a fost considerată dispărută local într-o parte din fostul său areal din nordul Luzonului, până când un specimen viu a fost prins în 1999 în San Mariano, Isabela. Acel individ, poreclit „Isabela” de către cei care l-au capturat, a fost dat în grija Crocodile Rehabilitation Observance and Conservation până când a fost eliberat în august 2007. Specimenul avea 1,6 m lungime la momentul eliberării.
Crocodilul filipinez a fost protejat la nivel național prin lege în 2001, prin adoptarea Legii Republicii 9147, cunoscută sub numele de Wildlife Act. Așadar, este pedepsită uciderea unui crocodil, cu o pedeapsă maximă de 100.000 pesos (echivalentul a aproximativ 2.500 USD). Senatul filipinez a introdus rezoluția nr. 790 pe 31 mai 2012, pentru a consolida legile existente pentru protecția crocodilului filipinez și a crocodilului marin.

### Mass-media
Acest crocodil a fost prezentat în emisiunea Dangerous Encounters a National Geographic, găzduită de specialistul în crocodili Dr. Brady Barr. Într-unul dintre episoade, Barr a dorit să fie prima persoană din lume care a văzut toate speciile de crocodili existente. El a reușit să vadă un crocodil filipinez care avea aproximativ două săptămâni.
Eclozarea unui crocodil filipinez a fost înregistrată în emisiunea Born to Be Wild a GMA News. Ei au înregistrat de asemenea cum furnicile de foc, o specie invazivă, consumă ouăle neeclozate ale acestui crocodil pe cale de dispariție. Echipa de filmare a salvat un cuib de un atac al acestor furnici. De asemenea, au fost filmați și crocodilii filipinezi adulți.